# Comissões de Paz das Nações Unidas
São comissões internacionais que devem levar ajuda humanitária para países ou territórios devastados por guerras, clima, miséria e etc...

## Comissões Internacionais noHaiti
Vários países comprometeram-se a ajudar o Haiti conforme a ONU solicitou-a
e o contingente militar é de 6.700 homens.Veja os países que ajudou e que ainda o ajudam contribuindo:
- Argentina
- Benim
- Bolívia
- Brasil
- Canadá
- Chade
- Chile
- Croácia
- França
- Jordânia
- Nepal
- Paraguai
- Peru
- Portugal
- Turquia
- Uruguai

## Comissões de Paz na África e Ásia
Vários países e celebridades como Angelina Jolie contribuem para o crescimento e pacíficação da África e outros países da Ásia como o Camboja.